# Meng Da
En aquest nom xinès, el cognom és Meng (孟).
Meng Da (mort el 227) va ser un general militar que va servir sota el comandament de Liu Zhang, Liu Bei, Cao Pi, i Cao Rui durant els últims anys de la Dinastia Han Oriental i el període dels Tres Regnes de la història xinesa. Igual que els conspiradors Zhang Song i Fa Zheng, també va tractar de lliurar Shu a un governant més capaç, Meng Da va jurar lleialtat a Liu Bei a la seva entrada a Shu.
Quan Liu Bei fou convidat a Shu per Liu Zhang, Meng Da i Fa Zheng foren enviats amb 2000 soldats cadascun a actuar com escortes. Liu Bei ordenà a Meng Da per dirigir eixes forces a Jiangling. Després de la pacificació de Shu, se li va donar un lloc com a governador d'una ciutat capital.
En 219 EC, Meng Da va ser enviat al nord per capturar la ciutat de Fangling. Kuai Qi, Governador de Fangling, va ser derrotat i assassinat. Meng Da avança per prendre la ciutat de Shangyong, amb Liu Feng encapçalà reforços de Mianshui per unir-se a ell. Shen Dan, governador de Shangyong, es va retre.
Més tard durant el mateix any, Guan Yu estava compromès en la batalla contra forces de les ambdues Wu i Wei. La sol·licitud d'ajuda militar va ser enviada a Liu Feng i Meng Da al comtat de Yishan. Es va rebutjar la sol·licitud sobre la base que Yishan estava començant a ser envoltat i per tant, les tropes no podien ser enviades.
Quan Guan Yu va ser finalment derrotat i Liu Bei va assabentar de la seva mort, va començar a odiar a Liu Feng i Meng Da. En aquest punt en el temps, els dos també havien tingut una disputa. Meng Da, tement el càstig i l'odi de Liu Feng, desertà a Wei juntament amb els seus subordinats (entre ells els ex oficials de Wei Shen Dan i Shen Yi). Després, va escriure una carta a Liu Feng reprenent-lo i instant-lo a lliurar-se també a Wei. Això no va ser escoltat, i Liu Feng va ser posteriorment executat per no assistir a Guan Yu i deixar que Meng Da desertaran.
En 227, Zhuge Liang llança una campanya en Wei. Meng Da, que havia sigut tractat amablement pel difunt emperador Cao Pi, va ser pitjor rebut per Cao Rui, i el convenceren per tornar a servir a Shu, i a més va ajudar en la campanya atacant Luoyang. Tanmateix, el fracàs de Meng Da a l'hora de prendre les precaucions necessàries i la traïció de Shen Dan, Shen Yi i altres el va conduir a la seva derrota i mort a mans de Sima Yi.